# Ира (приток Тагана)
Ира — река в России, протекает в Томской области. Устье реки находится в 8 км по левому берегу реки Таган. Длина реки составляет 14 км.

## Данные водного реестра
По данным государственного водного реестра России относится к Верхнеобскому бассейновому округу, водохозяйственный участок реки — Обь от Новосибирского гидроузла до впадения реки Чулым, без рек Иня и Томь, речной подбассейн реки — бассейны притоков (верхней) Оби до впадения Томи. Речной бассейн реки — (верхняя) Обь до впадения Иртыша.
Код объекта в государственном водном реестре — 13010200712115200007199.